# Semiothisa bifilaria
Semiothisa bifilaria là một loài bướm đêm trong họ Geometridae.